# Kuwaitische Frauen-Handballnationalmannschaft
Die kuwaitische Frauen-Handballnationalmannschaft ist die Auswahl kuwaitischer Handballspielerinnen, welche die Kuwait Handball Association auf internationaler Ebene, beispielsweise in Freundschaftsspielen gegen die Auswahlmannschaften anderer nationaler Verbände, aber auch bei internationalen Wettbewerben repräsentiert. Größte Erfolge des Teams sind die Teilnahme an der Asienmeisterschaft 2012 sowie der dritte Platz (unter fünf Teilnehmern) bei den Gulf Games 2015.
Am 11. September 2015 suspendierte die Internationale Handballföderation (IHF) den kuwaitischen Handballverband KHA. Damit verbunden war die Einstellung aller Handballaktivitäten im Land.

## Internationale Wettbewerbe
Die Nationalmannschaft nahm bisher zwei Mal an der Asienmeisterschaft teil:
| - 2012: 12. Platz (von 12) - 2021: 10. Platz (von 11) |

## Liste der Länderspiele
| Datum         | Gegner                       | Resultat     | Anlass             |
| ------------- | ---------------------------- | ------------ | ------------------ |
| 7. Dez. 2012  | Japan                        | 01:69 (1:39) | Asienmeisterschaft |
| 8. Dez. 2012  | Kasachstan                   | 01:70 (1:34) | Asienmeisterschaft |
| 9. Dez. 2012  | Usbekistan                   | 07:64 (3:32) | Asienmeisterschaft |
| 11. Dez. 2012 | Indien                       | 06:63 (2:27) | Asienmeisterschaft |
| 12. Dez. 2012 | Turkmenistan                 | 05:42 (1:20) | Asienmeisterschaft |
| 14. Dez. 2012 | Iran                         | 05:53 (4:27) | Asienmeisterschaft |
| 15. Dez. 2012 | Indonesien                   | 21:26 (8:13) | Asienmeisterschaft |
| 3. Okt. 2013  | Vereinigte Arabische Emirate | 16:18        | Gulf Games         |
| 4. Okt. 2013  | Oman                         | 13:25        | Gulf Games         |
| 5. Okt. 2013  | Bahrain                      | 19:19        | Gulf Games         |
| 7. Okt. 2013  | Katar                        | 10:28        | Gulf Games         |
| 10. März 2015 | Oman                         | 11:16        | Gulf Games         |
| 11. März 2015 | Bahrain                      | 13:60        | Gulf Games         |
| 13. März 2015 | Katar                        | 14:33        | Gulf Games         |
| 14. März 2015 | Vereinigte Arabische Emirate | 17:16        | Gulf Games         |